# Paul Mutter
Paul Mutter (nacido en 1913 en Todtmoos, Alemania y fallecido en 1966) fue un escultor, imaginero y entablador alemán de mediados del siglo XX.

## Reseña biográfica
Paul Mutter nació en 1913 en Todtmoos, un pueblo de la  Selva negra, en el seno de una familia originaria del lugar. Fue el menor de cinco hermanos y sus padres eran Adolf Mutter y Luise, dedicados a labores del campo y el ganado. En la zona había una fuerte tradición al trabajo de la madera y la carpintería, lo que llamó la atención del joven Paul Mutter, quien deseaba ir a la escuela tradicional de artes y oficios sobre madera en Furtwangen "Furtwanger Schnitzerschule".
Posteriormente montó su propio taller de escultura e incluso una tienda familiar en el centro de Todtmoos, donde se podían contemplar y adquirir, e incluso encargar trabajos al escultor.
En 1966 Paul Mutter fallece a consecuencia de un fatal accidente de esquí. Desde entonces se han realizado homenajes y se ha recordado al autor, que cuenta con la exposición de su vida y algunas de sus obras en el museo municipal de Todtmoos.

## Obras
La mayoría de las obras de Paul Mutter se encuentran realizadas entre 1950 y 1965, siendo estas algunas de las más relevantes:
- "El árbol de los cuentos" ("Märchenbaum"),[2] tallado en madera, se encuentra en el "Kurhaus Wehratal", en Todtmoos.
- "María protectora" ("Schutzmantelmadonna" an der Fassade der Todtmooser Apotheke)[2], tallada en madera, sobre la fachada de la antigua farmacia de Todtmoos.
- Belén tallado en madera, se encuentra en la iglesia evangélica de Todtmoos.[3]
- Belén tallado en madera, se encuentra en una iglesia en el barrio de Rüpurr, en Karlsruhe.
- "María" tallada en madera, imitando neobarroco alemán, se encontraba en la fachada de una enorme casa familiar en Todtmoos, esta casa fue destruida por un incendio en 1979 pero la talla se logró salvarla y hoy se encuentra en el museo municipal de Todtmoos.